# Sughd
Sughd (tiếng Tajik: Вилояти Суғд Viloyati Suğd/Vilojati Suƣd; tiếng Ba Tư: Velâyate soqd ولایت سغد, nghĩa là tỉnh Sogdia) là một trong bốn đơn vị hành chính và một trong ba tỉnh (tiếng Tajik: вилоятҳо, viloyatho) tạo nên Tajikistan. Giữa trong lịch sử Sogdiana, nó nằm ở phía tây bắc của đất nước, với diện tích của một số 25.400 km vuông và dân số 2.132.100 (thống kê 2008), tăng từ 1.870.000 theo điều tra dân số năm 2000 và 1.558.000 vào năm 1989. Nó được thành lập vào năm 1924 như một phần của CHXHCNXV Uzbekistan và trở thành một phần của CHXHCNXV Tajikistan vào năm 1929 sau những nỗ lực của Shirinsho Shotemur.
Sughd chia sẻ vùng biên giới với các Jizakh, Namangan, Samarkand và Fergana của Uzbekistan và Osh, Batken của Kyrgyzstan. Sông Syr Darya chảy qua Sughd. Nơi đây có Vùng chim quan trọng Akash Massif và Mogoltau Massif. Sughd được tách ra khỏi phần còn lại của Tajikistan bởi dãy Gissar (đường đèo có thể đóng cửa vào mùa đông). Phần phía nam của tỉnh là thung lũng phía đông-tây và sông Zarafshan. Phía bắc, qua dãy Turkestan, là thung lũng Ferghana. Toàn tỉnh hiện có 30% dân số người Tajiks and one-third of its arable land. Thành phần tạo ra hai phần ba GDP của nước này.
Nó được biết đến như Leninabad đến năm 1991, sau đó Leninobod cho đến năm 2000, sau đó Sogd cho đến năm 2004.

## Kinh tế
Nền kinh tế của Sughd đã được tăng trưởng ổn định từ năm 2000, với tốc độ trung bình là 13,2% năm 2008 và 13,3% trong năm 2009. Năm 2009, nông nghiệp, thương mại và sản xuất công nghiệp đã đóng góp 28,2%, 25,8% và 14,0% cho GRP (tổng sản phẩm trong khu vực) của Sughd, tương ứng. Từ năm 2000, sản lượng sản xuất công nghiệp tăng gấp hai lần, với tốc độ tăng trưởng trung bình hàng năm là 5-8%.
Một khu kinh tế tự do đã được thành lập tại đây được gọi là Khu kinh tế tự do Sughd.

## Thị trấn
Thủ phủ là Khujand (trước đây là Leninabad), với dân số là 155,900 người(thống kê năm 2008). Other major towns include:
- Chkalovsk (pop. 25,700)
- Ghafurov (15,700)
- Isfara (40,600)
- Istaravshan (Urateppa) (60,200)
- Taboshar (pop. 12,700)
- Konibodom (Kanibadam) (47,100)
- Panjakent (35,900)
- Qalaibaland (6,759)

## Quận
Khu vực này được chia thành 14 quận (tiếng Tajik: ноҳия, nohiya hoặc tiếng Nga: район, raion).

### Các quận phía Bắc của Sughd
1. Quận Asht
2. Quận Ghafurov
3. Quận Ghonchi
4. Quận Zafarobod
5. Quận Istaravshan (Ura-Tyube)
6. Quận Isfara
7. Quận Konibodom
8. Quận Mastchoh
9. Quận Spitamen
10. Quận Rasulov (Jabbor Rasulov)
11. Quận Shahriston

### Các quận phía Nam của Sughd
1. Quận Ayni (Aini)
2. Quận Kuhistoni Mastchoh
3. Quận Panjakent